# Абани-Арак
Абани-Арак (фр. Abani Arak) — деревня в Чаде, расположенная на территории региона Канем. Входит в состав департамента Канем.

## География
Деревня находится в западной части Чада, к северо-востоку от озера Чад, на высоте 305 метров над уровнем моря.
Абани-Арак расположен на расстоянии приблизительно 191 километра к северо-северо-востоку (NNE) от столицы страны Нджамены. Ближайшие населённые пункты: Дигелаба, Абани, Абукиема, Аунгете, Галис, Бир-Мафи, Бультоа.
Климат деревни характеризуется как аридный жаркий (BWh в классификации климатов Кёппена).

## Транспорт
Ближайший аэропорт расположен в городе Нгури.